# Töpferberge
Töpferberge ist ein Wohnplatz der Gemeinde Ziethen des Amtes Joachimsthal (Schorfheide) im Landkreis Barnim in Brandenburg.

## Geographie
Der Ort liegt zwei Kilometer nordwestlich von Klein Ziethen und acht Kilometer südwestlich von Angermünde. Die Nachbarorte sind Louisenhof im Norden, Albrechtshöhe und Luisenfelde im Nordosten, Schmargendorf im Osten, Klein Ziethen im Südosten, Groß-Ziethen im Südwesten, Sperlingsherberge im Westen sowie Grumsin und Altkünkendorf im Nordwesten.
Der überwiegende Teil der Gemarkung wird landwirtschaftlich genutzt. Die Wohnbebauung konzentriert sich entlang der Straße Töpferberge, die von Nordwesten kommend in südöstlicher Richtung verläuft. Sie besteht im Wesentlichen aus einem landwirtschaftlichen Betrieb mit einer Größe von 13 Hektar, der Mitglied im Anbauverband Ökohöfe und Partnerbetrieb der Hochschule für nachhaltige Entwicklung Eberswalde und Einsatzstelle für das Freiwillige Ökologische Jahr ist.

## Geschichte
Der Hof gehörte bis zum Zweiten Weltkrieg einem Gutsbesitzer, der enteignet wurde. Zwischen 1948 und 1951 entstand im Ort ein Neubauerngehöft.
Der Hof war im Jahr 2014 Schauplatz von Dreharbeiten der Kriminalfilmreihe Polizeiruf 110.